# 蕭十一郎 (無綫電視劇)
《蕭十一郎》（Treasure Raiders），原為古龍武俠名著，香港無綫電視古裝電視劇，於2007年1月25日至2月7日期間在翡翠台首播，共20集，監製黃偉聲。

## 演員表

### 主要演員
- 黃日華 飾 蕭十一郎，武功蓋世，其蕭家世代都保護著盜帥楚留香所留下之寶藏

### 武林六君子
- 郭耀明 飾 連城璧（外號「無垢公子」），無垢山莊莊主，沈碧君丈夫，實為連家養子和蕭十一郎親弟，暗藏天宗護法身份和逍遙侯互相利用，後在盜帥寶洞中自殺身亡
- 曾偉權 飾 楊開泰 （外號「鐵君子」），為源記錢莊之少東以及少林方丈鐵山大師所收之俗家弟子，鍾情風四娘，後為保護風四娘而被諸葛先生所殺
- 邱萬城 飾 厲　剛（外號「見色不亂」）天宗一員，盡得其父厲青峰之三十六路大摔碑手，後因輕薄沈碧君而被她施金針所殺
- 劉永健 飾 柳色青，巴山劍派掌門顧道人之徒，得其親傳七七四十九路迴風舞柳劍，但為人浮躁、無法以德服人，後因發現厲剛為天宗之人而被連城壁所殺
- 駱達華 飾 朱白水（已出家為僧），集峨嵋點蒼兩派之學，被逍遙侯利用繁殖蝗蟲，後因發現連城璧為天宗之人而被其所殺
- 戴少民 飾 徐青藤（杭州將軍府世子），武當弟子武當劍法頗有成就，有龍陽之癖，被小公子威脅加入天宗，但因不屈而被厲剛所殺

### 天宗
- 吳岱融 飾 逍遙侯，本名哥舒天、哥舒玉之兄，為西域樓蘭國皇族後裔，創立「天宗」為求統一中原武林以及得到楚留香留下之寶藏，與蕭十一郎決鬥時跌下山崖而摔斷雙腿、武功盡失，後恢復，最後死在盜帥寶洞中
- 羅敏莊 飾 小公子，時男時女、擅用西域奇毒傷人，先後被逍遙侯.連城壁利用其感情，原欲與連城壁同歸於盡，但並未成功而導致破相，被逍遙侯所救，後依然被逍遙侯利用，且無情殺死
- 譚小環 飾 花如玉，本名哥舒玉、哥舒天之妹，有「磨鏡之癖」，鍾情風四娘，因與逍遙侯兄妹情深，而被其利用
- 陳狄克 飾 司空曙 鐵臂鷹王（被趙無極、屠嘯天、海靈子三人圍攻，後被小公子以割鹿刀所殺）
- 駱應鈞 飾 趙無極，先天無極門之掌門，原想趁逍遙侯生死不明之際掌控天宗，但隨即被連城壁所殺
- 谷　峰 飾 屠嘯天 關東大俠，追殺蕭十一郎及沈碧君時被蕭十一郎所殺
- 李海生 飾 海靈子 海南劍派的名宿高手，追殺蕭十一郎及沈碧君時被沈碧君金針所殺
- 李家鼎 飾 李紅櫻 前輩劍手，被逍遙侯囚在玩偶山莊，後被花如玉放走
- 蔡國慶 飾 楊綠柳 前輩劍手，被逍遙侯囚在玩偶山莊，後被花如玉放走
- 梁健平 飾 柳永南（自號「玉面劍客」，實為採花大盜，曾輕薄沈碧君，小公子屬下，後被其所殺）
- 曾守明 飾 彭鵬飛（鎮遠鏢局總鏢頭，專殺掠前來託鏢之客人，小公子屬下；後被柳永南所殺）
- 夏竹欣 飾 心心 (小公子婢女)
- 伍濼文 飾 素素 (小公子婢女)
- 余慕蓮 飾 玩偶山莊假茶葉工人

### 沈家堡
- 羅　蘭 飾 沈太君（外號「金針」），沈碧君、魯東四義之奶奶，與關外鑄刀名匠徐魯子為摯交，答應其要為「割鹿刀」尋找明主，後被魯東四義所殺
- 向海嵐 飾 沈碧君，江湖第一美人，連城璧妻子
- 郭耀明 飾 連城璧，沈碧君之夫、沈太君之孫女婿，無垢山莊之主人、「六君子」之一
- 虞天偉 飾 沈天松 （沈璧君的族兄， 魯東四義之一 , 天宗手下； 血洗沈家莊的真兇）
- 王維德 飾 沈天竹 （沈璧君的族兄， 魯東四義之一 , 天宗手下； 血洗沈家莊的真兇）
- 邵卓堯 飾 沈天菊 （沈璧君的族兄， 魯東四義之一 , 天宗手下； 血洗沈家莊的真兇）
- 鄧汝超 飾 沈天柏 （沈璧君的族兄， 魯東四義之一 , 天宗手下； 血洗沈家莊的真兇）
- 梁珈詠 飾 春桃 (沈碧君婢女)
- 李明麗(李彩寧) 飾 喜兒 （沈碧君婢女），後為救沈碧君而被殺死

### 無垢山莊
- 焦　雄 飾 連天監，為無垢山莊老莊主、連城璧養父，已去世
- 郭耀明 飾 連城璧，實為蕭十一郎弟弟，當年被管家來福以及來祿救回山莊，因連天監膝下無子女，而將其收養，取名連城璧
- 招石文 飾 來福 (無垢山莊管家)，因知道連城璧為連家養子的秘密而被連城璧所殺
- 杜大偉 飾 無垢山莊家丁
- 彭冠中 飾 無垢山莊護院
- 徐　榮 飾  無垢山莊護院

### 京師四大名捕
- 郭德信 飾 刑部秦侍郎，四大名捕之上司
- 劉　江 飾 諸葛先生，四名捕之大當家，自稱蜀漢丞相諸葛亮之後人，實為冒充頂替，被逍遙侯知道此秘密而要脅加入天宗安插在朝廷當內奸，後被李紅櫻和楊綠柳所殺
- 張　雷 飾 飛大夫，四名捕之二當家，擅醫術，後因發現諸葛先生為天宗之人而被其打傷而死
- 郭政鴻 飾 望月三起，四名捕之三當家，為東瀛刀術名家以及中原皇室之後，因顧忌風四娘以前的盜賊身分，而一直針對其
- 邵美琪 飾 風四娘，四名捕之四當家，當捕快前為劫富濟貧之飛賊，鍾情蕭十一郎、被楊開泰、花平和哥舒玉鍾情

### 黑狼寨
- 李家聲 飾 蕭十二郎 (二牛).蕭十一郎徒弟
- 林敬剛 飾 老二
- 葉振聲 飾 老三
- 馬小靈 飾 芹芹

### 客串演出
- 葉　璇 飾 張潔潔（楚留香妻）／楚留香孫女

### 其他演員
- 李國麟 飾 花平（十三路黑道盟主），鍾情風四娘，因發現諸葛先生為天宗之人而被其打傷，後為保護風四娘而被諸葛先生所殺
- 楊家洛 飾 高飛 (外號「太原一劍」、花平手下)，後被諸葛先生所殺
- 江　漢 飾 厲青峰 (猛虎堂堂主、江湖人士尊稱「厲老英雄」），厲剛之父，後被蕭十一郎所殺
- 劉家輝 飾 秦蝶（外號「專醫死人」，三十歲前擅用毒殺人、三十歲後專研醫活死人），將蕭十一郎救活，後因研究醫術有誤導致自己命喪
- 譚一清 飾 大夫
- 凌禮文 飾 主持 (和尚)
- 王偉樑 飾 和尚
- 張漢斌 飾 兵頭
- 趙永供 飾 官兵
- 黃錦鴻 飾 官兵
- 孫季卿 飾 掌櫃
- 呂沛霖 飾 小二
- 鄭世豪 飾 山賊
- 何俊軒 飾 山賊／江湖人士
- 張鴻昌 飾 關東
- 華忠男 飾 掌櫃
- 葉　暐 飾 徐青藤手下
- 阮德鏘 飾 徐青藤手下
- 魯文傑 飾 法淨 (法華寺法師，養蝗蟲)被小公子所殺
- 王俊棠 飾 軒轅三缺
- 沈可欣 飾 朱白水妻
- 游　飈 飾 採花賊
- 章志文 飾 嫖客
- 林遠迎 飾 江湖人士
- 馬國明 飾 周志剛 (茶客)
- 宋芝齡 飾 金鳳凰 (茶客)
- 戴耀明 飾 酒客
- 黃嘉樂 飾 飛馬堂弟子
- 羅　莽 飾 陳勇 (賭檔老闆)
- 麥子雲 飾 滿天雲
- 鄭家生 飾 侯一元 (形意門掌門)
- 曾慧雲 飾 侯一元妻
- 陳勉良 飾 酒舖老闆
- 蔣　克 飾 青城派弟子
- 朱志平 飾 青城派弟子
- 甘子正 飾 青城派弟子

## 外部連結
- 無綫電視官方網頁 - 蕭十一郎
- 無綫精選劇集台官方網頁 - 蕭十一郎 （页面存档备份，存于）
- 無綫電視官方網頁(TVBI) - 蕭十一郎 （页面存档备份，存于）

## 作品的變遷
| 無綫電視翡翠台 翡翠首映（第五線首播劇集） 逢星期二至六 03:15-05:00 節目 | 無綫電視翡翠台 翡翠首映（第五線首播劇集） 逢星期二至六 03:15-05:00 節目 | 無綫電視翡翠台 翡翠首映（第五線首播劇集） 逢星期二至六 03:15-05:00 節目 |
| ----------------------------------------------------------------------- | ----------------------------------------------------------------------- | ----------------------------------------------------------------------- |
|                                                                         | 蕭十一郎 （2007.01.25 - 2007.02.07）                                    |                                                                         |
| 鄭板橋 （2007.01.05 - 2007.01.24）                                      | 紅衣手記 （2007.02.08 - 2007.02.17）                                    |                                                                         |

| 香港、 马来西亚 千禧经典台 星期一至五 06:00-07:00（香港时间） · 06:04-07:04（马来西亚时间） | 香港、 马来西亚 千禧经典台 星期一至五 06:00-07:00（香港时间） · 06:04-07:04（马来西亚时间） | 香港、 马来西亚 千禧经典台 星期一至五 06:00-07:00（香港时间） · 06:04-07:04（马来西亚时间） |
| ------------------------------------------------------------------------------------------- | ------------------------------------------------------------------------------------------- | ------------------------------------------------------------------------------------------- |
|                                                                                             | 蕭十一郎 （2023年4月17日 - 2023年5月12日）                                                  |                                                                                             |
| 南龍北鳳 （2023年3月20日 - 2023年4月14日）                                                  | 血薦軒轅 （2023年5月15日 - 2023年7月4日）                                                   |                                                                                             |